# 福興 (苗栗縣)
福興，是臺灣苗栗縣通霄鎮的一個傳統地域名稱，位於該鎮東南部。相較於今日行政區，其範圍大致與福興里相近。

## 歷史
台灣清治末期至日治初期，福興地區為一街庄，稱為「福興庄」，隸屬於苗栗二堡。該庄西北及北與南和庄為鄰，東與雙草湖庄為鄰，東南與三叉河庄為鄰，南邊及西南邊為芎蕉坑庄，西邊為大埔庄、大坪頂庄。
1901年（日治明治三十四年）11月，該庄隸屬於苗栗廳。1909年（明治四十二年）10月，改隸屬於新竹廳。1920年（大正九年），該庄改制為「福興」大字，隸屬於新竹州苗栗郡通霄庄。
戰後通霄庄改制為通霄鄉，隸屬於新竹縣，大字改制為村。1948年，通霄鄉改制為通霄鎮，村亦改制為里。1950年桃、竹、苗分治，通霄鎮改隸屬於重新成立的苗栗縣。

## 交通
縣道121號是通霄至日南的道路，大致以開口向西北方的L字形經過本地區西北部，東端向北可前往南和、土城、通霄市區，西端向北經三個大彎道後轉向西再轉南可前往舊社、日南，最終與省道台1線會合。

#### 公路客運
| 路線號碼 | 營運區間                  | 經營業者 | 備忘錄與規格    |
| 5820     | 通霄-福興_(苗栗縣)-大坑尾 | 苗栗客運 | 單向8班，共16班 |

## 學校
- 福興武術國中小